# Jill Sterkel
Gillian Ann (Jill) Sterkel (Los Angeles, 27 mei 1961) is een Amerikaans zwemster en waterpoloër.

## Biografie
Sterkel won tijdens de Olympische Zomerspelen van 1976 de gouden medaille medaille op de 4x100m vrije slag.
President Jimmy Carter verbood Amerikaanse atleten deel te nemen aan de Olympische_Zomerspelen 1980 in de Sovjet-Unie.
Tijdens de Olympische Zomerspelen van 1984 in haar geboortestad Los Angeles won Sterkel wederom de titel op de 4x100m vrije slag, Sterkel kwam alleen in actie in de series.
Vier jaar later won Sterkel olympisch brons op de 50m vrije slag en de 4x100m vrije slag
Sterkel won op de wereldkampioenschappen twee titels op de 4x100m vrije slag en in 1986 brons met de Amerikaanse waterpoloploeg.

## Internationale toernooien
| Jaar | Olympische Spelen                                           | WK Langebaan                                            | Pan-Ams                                                                    |
| ---- | ----------------------------------------------------------- | ------------------------------------------------------- | -------------------------------------------------------------------------- |
| 1975 |                                                             |                                                         | 100m vrije slag · 4x100m vrije slag                                        |
| 1976 | 7e 100m vrije slag · 9e 200m vrije slag · 4x100m vrije slag |                                                         |                                                                            |
| 1977 |                                                             |                                                         |                                                                            |
| 1978 |                                                             | 4x100m vrije slag                                       |                                                                            |
| 1979 |                                                             |                                                         | 100m vrije slag · 100m vlinderslag · 4x100m vrije slag · 4x100m wisselslag |
| 1980 | Amerikaanse boycot                                          |                                                         |                                                                            |
| 1981 |                                                             |                                                         |                                                                            |
| 1982 |                                                             | 100m vrije slag · 4x100m vrije slag · 4x100m wisselslag |                                                                            |
| 1983 |                                                             |                                                         |                                                                            |
| 1984 | 4x100m vrije slag · Sterkel zwom enkel de series            |                                                         |                                                                            |
| 1985 |                                                             |                                                         |                                                                            |
| 1986 |                                                             | waterpoloploeg                                          |                                                                            |
| 1987 |                                                             |                                                         |                                                                            |
| 1988 | 50m vrije slag · 4x100m vrije slag                          |                                                         |                                                                            |

1912: Moore, Fletcher, Speirs, Steer ·
1920: Woodbridge, Schroth, Guest, Bleibtrey ·
1924: Donnelly, Ederle, Lackie, Wehselau ·
1928: Lambert, Osipowich, Saville, Norelius ·
1932: Johns, Saville, McKim, Madison ·
1936: Selbach, Wagner, den Ouden, Mastenbroek ·
1948: Corridon, Kalama, Helser, Curtis ·
1952: I. Novák, Temes, É. Novák, Szőke ·
1956: Fraser, Leech, Morgan, Crapp ·
1960: Spillane, Stobs, Wood, von Saltza ·
1964: Stouder, de Varona, Watson, Ellis ·
1968: Barkman, Gustavson, Pedersen, Henne ·
1972: Babashoff, Barkman, Kemp, Neilson ·
1976: Peyton, Sterkel, Babashoff, Boglioli ·
1980: Krause, Metschuck, Diers, Hülsenbeck ·
1984: Johnson, Steinseifer, Torres, Hogshead ·
1988: Otto, Meißner, Hunger, Stellmach ·
1992: Haislett, Martino, Thompson, Torres ·
1996: Martino, Van Dyken, Fox, Thompson ·
2000: Van Dyken, Shealy, Thompson, Torres ·
2004: Mills, Lenton, Thomas, Henry ·
2008: Dekker, Kromowidjojo, Heemskerk, Veldhuis ·
2012: Coutts, C. Campbell, Elmslie, Schlanger ·
2016: McKeon, Elmslie, B. Campbell, C. Campbell ·
2020: B. Campbell, Harris, McKeon, C. Campbell ·
2024: O'Callaghan, Jack, McKeon, Harris